# Wychavon
Wychavon é um distrito não-metropolitano do condado de Worcestershire, Inglaterra, e sua denominação é a fusão de dois elementos ingleses, sendo que "Wych" recorda o Reino Saxão de Hwicca e "Avon" é uma homenagem ao Rio Avon. 
Fundado em 1974 com a fusão de alguns distritos da região, Wychavon possui uma área de 663,54 km² e de acordo com o censo de 2001, tinha uma população de 112.957 habitantes. 
Um dos pontos turísticos do distrito é a Wychavon Way, uma trilha inaugurada em 1977 que percorre 40 milhas (64.3 km) revelando várias paisagens naturais e edificações históricas da região
. 